# Leschenaultia arnaudi
Leschenaultia arnaudi är en tvåvingeart som beskrevs av Toma och Guimaraes 2002. Leschenaultia arnaudi ingår i släktet Leschenaultia och familjen parasitflugor.
Artens utbredningsområde är Haiti. Inga underarter finns listade i Catalogue of Life.